# Collégiale Saints-Pierre-et-Guidon d'Anderlecht
Pour les articles homonymes, voir Collégiale Saint-Pierre et Anderlecht (homonymie).
La collégiale Saints-Pierre-et-Guidon est un édifice religieux catholique situé à Anderlecht, commune située au sud-ouest de la ville de Bruxelles. Surmontant une crypte du XIe siècle, la collégiale actuelle de style gothique brabançon, est rebâtie au XIVe siècle et financièrement fondée pour qu'un collège de chanoines (chapitre) y récitent l'office divin. Église principale d'Anderlecht, elle est le lieu de culte de la communauté paroissiale locale. 

## Histoire
Un chapitre canonial fut créé près de l’église Saint-Pierre, alors église principale du village d’Anderlecht, et fondé en 1046 par Reinelde d’Aa, membre d'une famille influente du duché de Brabant. La première église était de type roman, comme en témoigne la crypte (XIe siècle) subsistant encore sous le chœur de Saints-Pierre-et-Guidon. Dans cette crypte se trouve une très ancienne pierre tombale (XIe siècle), sans inscription aucune mais avec comme seul dessin une branche garnie de quelques feuilles. Une longue tradition de pèlerinages populaires la fait considérer comme tombeau de saint Guidon, le « pauvre d’Anderlecht », décédé vers 1012.
L’édifice actuel fut construit de 1350 à 1527, la tour carrée datant de 1517. Jean van Ruysbroeck, entre autres architecte de la tour de l'hôtel de ville de Bruxelles, fut responsable des travaux entre 1479 et 1485. Les travaux de cette époque ont été réalisés en pierres d'Avesne et de Dilbeek.
La collégiale prit le nom de Saints Pierre-et-Guidon lorsque, un siècle après la mort du saint, une Vita Guidonis écrite par un des chanoines fit mieux connaître le pauvre d’Anderlecht. Son tombeau commença à attirer un grand nombre de pèlerins. Le collège de chanoines fut dissous en 1796 mais l’église garda son titre. 
L’église fut l’objet de sérieuses restaurations entre 1843 et 1847, sous la direction de l'architecte Jules-Jacques Van Ysendyck.
En 1898, la tour carrée fut surmontée d’une flèche. La campagne de travaux des années 1994 à 1997 a mis en valeur l’élégance de l’édifice avec un éclairage nocturne approprié.

## Description

### Architecture générale
L’église — en croix latine — comporte une nef de 4 travées peu élevées et, au-delà du transept, se prolonge en un chœur surélevé relativement profond (comprenant les stalles des chanoines). 

### Crypte
La crypte du XIe siècle qui remonte à la première église Saint-Pierre (de style roman) est dans un bon état de conservation. Quatre colonnes qui s’y trouvent proviendraient des ruines d’une ancienne villa romaine à proximité.

### Pierres tombales et inhumations

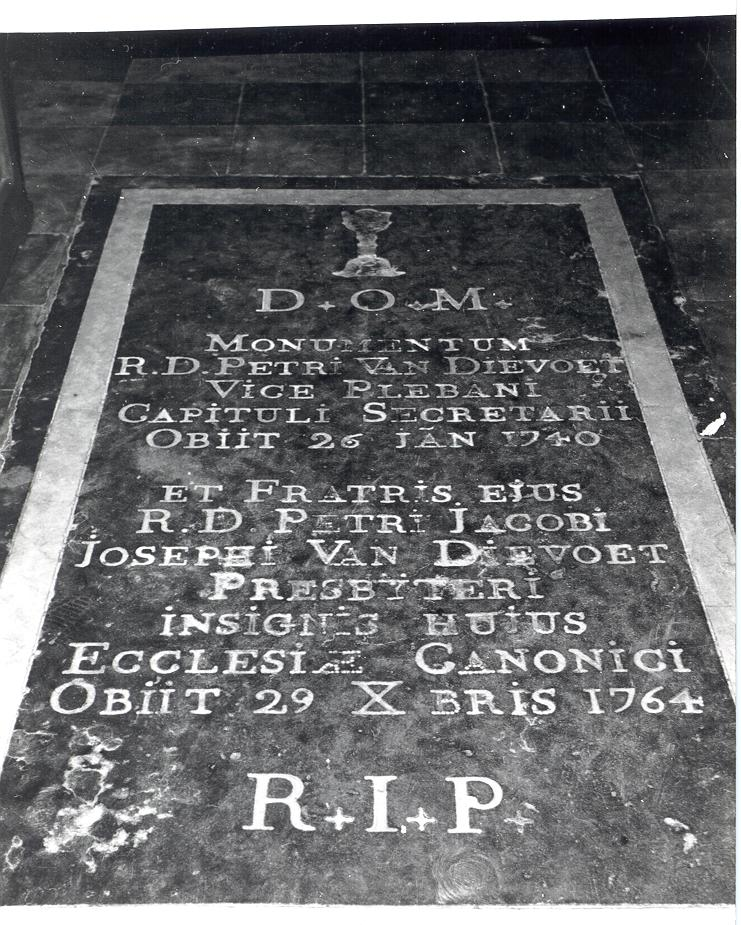
Pierre tombale de Pierre van Dievoet (1697-1740), vice-pléban et secrétaire du chapitre d'Anderlecht et de son frère le chanoine Pierre-Jacques-Joseph van Dievoet (1706-1764).

Une centaine de pierres tombales de chanoines décédés entre le XVe et le XVIIIe siècles couvrent le sol du transept, de la nef et des collatéraux.
- Pierre van Dievoet (1697-1740), vice-pléban et secrétaire du chapitre d'Anderlecht et son frère le chanoine Pierre-Jacques-Joseph van Dievoet (1706-1764).
- Albert Dithmar, médecin réputé, originaire de Brême, attaché à la cour de Brabant et appelé au chevet d'Éverard t'Serclaes après son agression. On peut y lire : Hic iacet egregius singularis.... vir Albertus cognomine dithmari de civilate brenien oriundus arcium et medecine mgr eximius illustrisimoru quonda principu ac ducu brabancie anthonii iohannis et philippi phisicus electus nec non venerabiliu ecclesiarum monten senogien anderlechten canonicus dignissimus qui decessit ab humanis anno domini millesimo q dragetesimo tricesimo nono die prima mensis septembris cuius memoria ut benedictioni permaneat animaque cum sanctis in gloria perenniter requiescat, c'est-à-dire, en français, Ici repose le recommandable et célèbre Albert Dithmar originaire de la ville de Brême maître ès arts et médecin renommé des trois illustres ducs de Brabant Antoine, Jehan et Philippe et leur physicien d'élection ; digne chanoine des églises de Mons, Soignies et Anderlecht ; qui sortit de ce bas monde l'an de notre seigneur 1439 le premier jour de septembre afin que sa mémoire et son âme soient bénies qu'il repose dans la gloire avec les saints.)[1].
- Dans le chœur se trouve le gisant de Jean de Walcourt, seigneur de Braine-le-Château, maréchal de Hainaut (mort en 1362), parmi d’autres monuments érigés en mémoire de membres de sa famille, héritiers et descendants des Aa, fondateurs du chapitre de la collégiale.

### Autres éléments remarquables
À droite du collatéral droit se trouve une large chapelle Notre-Dame-de-Grâce, où fut recueillie la statue de la Vierge (Notre-Dame-de-grâces) qui se trouvait à la Chartreuse de Scheut. Sur les murs sont peints des scènes de la vie de saint Guidon.

## Chanoines
Le chapitre d'Anderlecht fut créé en 1046 par Renelde d'Aa. Il rassemblait d'éminentes personnalités et érudits et joua un rôle culturel et religieux durant huit siècles.

## Alentours de l’église
Du côté nord se trouvent l’ancien presbytère et le béguinage, de l’autre la maison de Pierre Wichman (rue du chapitre), chanoine et écolâtre à Saint Pierre-et-Guidon. En 1521, il y reçut durant quelques mois son ami, Érasme, le grand humaniste de la Renaissance. Cette maison, sous le nom de Maison d'Érasme, est maintenant un musée consacré à Érasme et à la Renaissance.

## Accessibilité
| ___ | Ce site est desservi par la station de métro : Saint-Guidon. |

Bus STIB 46 et 49 Tram STIB 
81 
BUS Delijn 116 117 118 140